# Mk 15
Il Mark 15 fu un siluro prodotto dagli Stati Uniti d'America durante la seconda guerra mondiale.
Fu prodotto contemporaneamente al modello Mark 14 come siluro standard per i cacciatorpediniere, mentre il Mark 14 era lo standard per i sottomarini. Rispetto al Mark 14 era più lungo, più stretto e con una gittata maggiore. Esso soffrì di seri problemi di affidabilità durante i primi 20 mesi di guerra, che furono risolti più lentamente rispetto alla versione subacquea, anche per la difficoltà di ottenere riscontri durante le battaglie navali nelle quali si verificavano scoppi, colonne d'acqua e schermi fumogeni che andavano ad inficiare la raccolta di risultati relativamente all'utilizzo dei siluri; inoltre i combattimenti di superficie, solitamente ad alta velocità, davano poche possibilità di utilizzare proficuamente questo tipo di arma, per cui i problemi vennero risolti man mano che si ottenevano riscontri dalle unità subacquee. Il primo loro uso efficace fu nella battaglia del Golfo di Vella tra il 6 e 7 agosto 1943.